# جاني باسونين
جاني باسونين (بالفنلندية: Jani Paasonen) مواليد 11 أبريل 1975، هو سائق راليات فنلندي بدأ مسيرته في سنة 1997. كان أول رالي له هو رالي فنلندا 1997. تسابق في بطولة العالم للراليات.

## روابط خارجية
- جاني باسونين على موقع DriverDB.com (الإنجليزية)
- جاني باسونين على موقع Rallye-info.com (الإنجليزية)
- جاني باسونين على موقع eWRC-results.com (الإنجليزية)